# (936) Kunigunde
(936) Kunigunde est un astéroïde évoluant dans la ceinture principale, découvert le 8 septembre 1920 par l'astronome allemand Karl Wilhelm Reinmuth depuis l'observatoire du Königstuhl.
Il est nommé en référence au prénom féminin.
Sa distance minimale d'intersection de l'orbite terrestre est de 1,561970 ua.